# Phím Alt
Phím Alt (phát âm là /ˈɔːlt/ hoặc /ˈʌlt/) trên bàn phím máy tính được sử dụng để thay đổi (thay thế) các chức năng của phím ép khác. Do đó, phím Alt là một phím hỗ trợ, được sử dụng theo kiểu tương tự như phím Shift. Ví dụ: chỉ cần nhấn "A" sẽ gõ chữ a, nhưng nếu bạn giữ phím Alt trong khi nhấn A, máy tính sẽ thực hiện chức năng Alt+A, thay đổi theo từng chương trình. Tiêu chuẩn quốc tế ISO / IEC 9995 -2 gọi nó là Phím thay thế. Phím này nằm ở hai bên của phím cách (Space), nhưng trong bố trí bàn phím PC không phải của Hoa Kỳ, thay vì phím Alt thứ hai, có phím 'Alt Gr' ở bên phải của phím cách. Cả hai vị trí đều tuân theo ISO / IEC 9995-2.

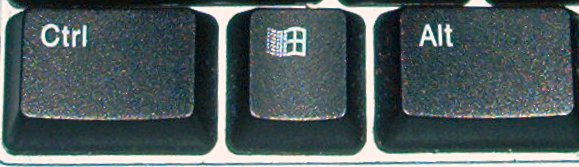
Phím Alt (phải) trên bàn phím Windows

Biểu tượng bàn phím ISO cho Alt(ernate)

Biểu tượng bàn phím được tiêu chuẩn hóa cho phím Alt, ⎇  (có thể được sử dụng khi ký tự chữ Latinh thông thường Alt Alt không được ưa thích để gắn nhãn cho phím) được đưa ra trong ISO/IEC 9995 -7 như biểu tượng 25 và trong ISO 7000 . các biểu tượng sử dụng trên thiết bị, như là biểu tượng ISO-7000-2105. Biểu tượng này được mã hóa bằng Unicode dưới dạng U + 2387 alternative key symbol (⎇). Bàn phím Macintosh tương đương với phím Alt với ⌥ Option, có ký hiệu riêng.
Không nên nhầm lẫn phím Alt với phím Altmode (đôi khi cũng được gắn nhãn Alt) trên một số thiết bị đầu cuối Teletype và ASCII, là từ đồng nghĩa với ký tự thoát ASCII.
Danh sách các kí tự đặc biệt với Alt (Bấm đồng thời phím Alt và số kế hợp) :
| Kí tự kết hợp | Kết quả      |
| ------------- | ------------ |
| Alt + 1       | ☺            |
| Alt + 2       | ☻            |
| Alt + 3       | ♥            |
| Alt + 4       | ♦            |
| Alt + 5       | ♣            |
| Alt + 6       | ♠            |
| Alt + 7       | •            |
| Alt + 8       | ◘            |
| Alt + 9       | ○            |
| Alt + 10      | ◙            |
| Alt + 11      | ♂            |
| Alt + 12      | ♀            |
| Alt + 13      | ♪            |
| Alt + 14      | ♫            |
| Alt + 15      | ☼            |
| Alt + 16      | ►            |
| Alt + 17      | ◄            |
| Alt + 18      | ↕            |
| Alt + 19      | ‼            |
| Alt + 20      | ¶            |
| Alt + 21      | §            |
| Alt + 22      | ▬            |
| Alt + 23      | ↨            |
| Alt + 24      | ↑            |
| Alt + 25      | ↓            |
| Alt + 26      | →            |
| Alt + 27      | ←            |
| Alt + 28      | ∟            |
| Alt + 29      | ↔            |
| Alt + 30      | ▲            |
| Alt + 31      | ▼            |
| Alt + 32      | Khoảng trắng |
| Alt + 33      | !            |
| Alt + 34      | "            |
| Alt + 35      | #            |
| Alt + 36      | $            |
| Alt + 37      | %            |